# Tony Aless
Tony Aless (Garfield, 1921. augusztus 28. – New York, 1985. szeptember 23.) amerikai dzsesszzongorista.

## Pályakép
Tony Aless az 1930-as évek végén Bunny Berigannel, az 1940-es évek elején Johnny McGhee-vel, Teddy Powellel és Vaughn Monroe-val dolgozott. A második világháború alatt az Amerikai Egyesült Államok hadseregében szolgált, ezután  Charlie Spivakkal és Woody Hermannal játszott. Ezt követően George Aulddal, Flip Phillipsszel, Chubby Jacksonnal, Neal Heftivel, Stan Getzzal, Elliot Lawrence-szel, Seldon Powellel és Charlie Parkerrel dolgozott.
Gyakran dolgozott rádióban és televízióban is.

## Lemezeiből
- Valley Stream
- Riverhead
- Massapequa
- Levittown
- Greenport
- Fire Island
- Corona
- Aqueduct
- Bluebird Boogie, km.: Teddy Powell